# Lumea nouă (ziar)

Lumea Nouă a fost o publicație a Partidului Social-Democrat al Muncitorilor din România (PSDMR), înființată la București la 2 noiembrie 1894.
Publicația, căreia i-a fost interzisă difuzarea în Transilvania, a apărut în trei serii. Seria I publicată zilnic, în perioada 2 noiembrie 1894 - 17 noiembrie 1898, apoi a trecut la seria II, ca săptămânal, în perioada 22 noiembrie 1898 - 1 iulie 1899, iar seria III a apărut în perioada 11 iulie 1899 - 1 octombrie 1900.
Din Comitetul de redacție făceau parte: Ioan Nădejde, Constantin Mille, C. Z. Buzdugan, George Diamandy, Al. Ionescu, Ion Păun-Pincio, Ion C. Frimu ș.a. Pe lângă redactori, la ziar mai colaborau Anton Bacalbașa, Dumitru Theodor Neculuță, Gheorghe Panu, Constantin Dobrogeanu-Gherea, Henric Sanielevici , Garabet Ibrăileanu (1894-1895), ș.a.
Henric Sanielevici la vârsta de numai douăzeci de ani a preluat în 1894 o rubrică intitulată „Galeria literară" în care, sub pseudonimul Has, a început să informeze pe cititori despre unii prozatori străini, lipsiți încă de notorietate în România.
În februarie 1895, redacția ziarului Timpul anunța, sub titlul „Concentrarea socialistă”, că „Anton Bacalbașa, C. Anghel și Theodorescu”, de la Adevărul, urmau să lucreze, alături de „grupul Nădejde”, la Lumea Nouă.
În gazetă au apărut multe traduceri.
Redacția a publicat și două suplimente: Lumea nouă literară și științifică (7 noiembrie 1894 - 23 februarie 1897) și Drepturile țăranului (11 iulie - 22 august 1899).